# Argentarijum
Argentarijum (ili Argentarija — Srebrenica) rimsko je naselje u BiH. Nalazilo se na mjestu kasnijeg srednjovjekovnog Bratunca ili u njegovoj okolici. Argentarijum je upravno pripadao rimskoj provinciji Dalmaciji. Argentarijum je bio toliko važan Rimljanima da su u njemu uspostavili posebnu upravu. Naslov koji je nosio njen upravitelj glasio je  metallorum Pannoniorum et Dalmationum. U blizini Argentarijuma bilo je naselje Domavija. Na mjestu i u okolini Argentarijuma su ostaci rudnika i rimskih spomenika različite vrste. Iz Argentarijuma je vodio put sjeverno uz Drinu u Ad Drinum na Gensis i dalje ka Sirmijumu. Drugi put vodio je ka jugozapadu u Aquae Sulphurae u današnjoj srednjoj Bosni, a otamo ka biskupijskom središtu Bistua Nova na sjeverozapad a na jugozapad prema Naroni i Saloni.